# Čolák & Doláč
Čolák & Doláč je český humoristický komiks, který vymyslela dvojice Zdeněk Alfons Sedláček a Jan Tatarka. Později jej již kreslil a opatřil texty kreslíř Jan Tatarka. Pojednává o dvojici soukromých detektivů. Čolák měl původně flekatý oblek a tak jej autor pojmenoval podle čolka obecného. Doláč měl zase žít dole v podzemí, proto jméno Doláč.
První sešit s názvem Čolák & Doláč: Král podzemí vyšel roku 1990 v nakladatelství Talent, napsal jej Zdeněk A. Sedláček a nakreslil Jan Tatarka. V něm se obě postavičky poprvé představí spolu zároveň s mimozemšťanem Ufinem. 

Druhý sešit se jmenuje Čolák & Doláč: Na stopě a vyšel roku 1993 ve vydavatelství Trnky-brnky. Ten již byl ztvárněn pouze Janem Tatarkou (mimo hlavního příběhu obsahuje ještě jeden kratší o mimozemšťanovi Ufinovi, který se hlásí na konkurs do filmu). Komiksy nemají náročnou zápletku a obsahují mnoho humorných gagů.
V roce 2021 vyšel v malém nákladu 500 ks téměř 30 let starý komiks Čolák & Doláč: To je ale smůla, který ležel v trezoru. V roce 2023 vyšel další sešit Čolák & Doláč: Návrat Hukanů opět v limitovaném nákladu 500 kusů.

## Čolák & Doláč: Na stopě

### Postavy
- Čolák
- Doláč
- Ufín
- dr. Děsík - ředitel psychiatrického ústavu
- paní Děsíková
- agent 0007
- profesor

### Děj
Sešit Čolák & Doláč: Na stopě s podtitulem „bláznivá gagová groteska pro čtenáře od 10-100 let“ začíná sérií podivných krádeží, které mají společné provedení, pachatel je uskuteční zdánlivě nemožným způsobem (např. přímo přes zeď). Když jsou z krádeže obviněni oba detektivové (mužem, kterému byl ukraden kufr s prachem), rozhodnou se případu ujmout. Pokusí se nalákat na sebe pozornost tím, že se na ulici netají, kolik mají u sebe peněz a šperků. Nicméně tato metoda k úspěchu nevede. Za loupežemi je teleportovací přístroj, který vynalezl zneuznaný profesor z blázince dr. Děsíka. Jeho přístroj využívá mazaný chmaták, který se profesora zbavil. Nakopl jej, profesor proletěl teleportem a spadl na Čoláka. Pak byl polapen saniťáky dr. Děsíka a odvezen zpět do jeho blázince. Detektivové z novin zjistí, že to byl profesor, který má zřejmě něco společného s krádežemi. Pokusí se v převlečení za údržbáře dostat do blázince, aby ho vyzpovídali. V psychiatrickém ústavu nemají štěstí, práci jim navíc komplikují „hukani“ (pacienti, kteří rádi lekají personál a návštěvníky) a také lékaři, kteří je neustále úkolují. Mimozemšťan Ufín jim pak v kanceláři prozradí, že telefonicky zjistil, na kterém pokoji se profesor nachází.
Na generálním štábu špionáže přikazuje supergenerál nejlepšímu agentovi v dějinách dostat profesora z blázince, aby mohla armáda využít jeho přístroj. Agent 0007 se tajného rozkazu ujme svérázně, supergenerála pošle raketou do vesmíru, aby o akci vědělo co nejméně lidí. Sám se chce totiž vynálezu zmocnit, aby nemusel vstávat do práce. Čolákovi s Doláčem nevyjde ani druhý pokus kontaktovat profesora v ústavu, překazí jim ho samotný dr. Děsík. Situaci zachraňuje opět Ufín, který zatelefonoval do blázince a představil se jako ministr duševního rozvoje. Řekl personálu, že si profesora vyzvednou jeho dva lidé. Čolák s Doláčem se tak konečně profesora dočkají. Odvezou ho k sobě. Stejná finta mezitím napadne i agenta 0007, ale to už personál psychiatrické léčebny ví, že šlo o lest. Agent 0007 je vyhozen. Profesor dá detektivům pár tipů, kde by se mohl zloděj ukrývat. Celou dobu se jim snaží překazit plány agent 0007. S informací o zloději přijde zase Ufín, v novinách totiž píší, že zloděj se sám přihlásil v nemocnici, jeho tělo se působením paprsků záhadného přístroje pomalu rozplývá. Čolák s Doláčem zuří, že jim to profesor neřekl a ženou ho ulicí s bombou a řemdihem v rukou.

### Citáty
„Jsem nepřítel hmyzu, protože mi sedal na kapotu! Jsem vdovec, protože mi žena podrápala nehtem lak na blatníku! Hádej, co budu teď?“ (naštvaný majitel automobilu poté, co mu na kapotu dopadne agent 0007)
„S ostrou municí si běž hrát do parku!“ (Čolák nakopne kluka, který omylem sebral skutečnou zbraň místo stříkací pistolky)